# Finska arhitektura
Finska arhitektura ima več kot 800-letno zgodovino in medtem ko je bila do moderne dobe na arhitekturo močno vplivala Švedska, so bili prisotni tudi vplivi iz Nemčije in Rusije. Od zgodnjega 19. stoletja naprej so vplivi prihajali neposredno od daleč: najprej, ko so potujoči tuji arhitekti prevzeli položaje v državi in nato, ko se je uveljavil finski arhitekturni poklic.
Poleg tega je finska arhitektura znatno prispevala k številnim mednarodnim slogom, kot so Jugendstil (ali Art nouveau), nordijski klasicizem in funkcionalize. Zlasti dela najbolj znanega zgodnjega modernističnega arhitekta v državi Eliela Saarinena so imela pomemben svetovni vpliv. Še bolj znan kot Saarinen je bil modernistični arhitekt Alvar Aalto, ki velja za eno glavnih osebnosti v svetovni zgodovini moderne arhitekture. V članku iz leta 1922 z naslovom Motivi iz preteklih dob je Aalto razpravljal o nacionalnih in mednarodnih vplivih na Finskem in kot je to videl:

Ko vidimo, kako so ljudje v preteklosti znali biti mednarodni in brez predsodkov, a kljub temu ostati zvesti sami sebi, lahko z odprtimi očmi sprejemamo vzgibe iz stare Italije, Španije in nove Amerike. Naši finski predniki so še vedno naši gospodarji.
V preglednem članku o finski arhitekturi 20. stoletja iz leta 2000 je Frédéric Edelmann, umetnostni kritik francoskega časopisa Le Monde, predlagal, da ima Finska več velikih arhitektov statusa Alvarja Aalta glede na število prebivalcev kot katera koli druga država na svetu. Najpomembnejši finski arhitekturni dosežki so povezani s sodobno arhitekturo, predvsem zato, ker ima sedanji stavbni fond manj kot 20 % stavb izpred leta 1955, kar je pomembno povezano z obnovo po drugi svetovni vojni in procesom urbanizacije, ki se je pospešila šele po vojni.
1249 je datum, ki se običajno navaja za začetek švedske vladavine nad deželo, ki je danes znana kot Finska (finsko Suomi) in ta vladavina se je nadaljevala do leta 1809, potem pa je Finska postala Veliko vojvodstvo Finske, avtonomna država, ki ji je vladal ruski car. Finska je svojo popolno neodvisnost razglasila leta 1917, med rusko revolucijo. Ti zgodovinski dejavniki so pomembno vplivali na zgodovino arhitekture na Finskem, skupaj z ustanavljanjem mest ter gradnjo gradov in trdnjav (v številnih vojnah med Švedsko in Rusijo, ki so se bojevale na Finskem), pa tudi z razpoložljivostjo gradbenih materiali in izdelava ter kasneje vladna politika glede vprašanj, kot so stanovanjske in javne stavbe. Kot pretežno gozdnato območje je bil les naravni gradbeni material, medtem ko je trdota lokalnega kamna (predvsem granita) sprva oteževala obdelavo, proizvodnja opeke pa je bila pred sredino 19. stoletja redka. Uporaba betona je dobila posebno veljavo z vzponom socialne države v 1960-ih, zlasti v državno sankcioniranih stanovanjih s prevlado montažnih betonskih elementov. Vendar pa je zaradi nedavnih pomislekov glede trajnosti gradbeništva prišlo do postopnega povečanja uporabe lesa, ne le kot zaključnega materiala, temveč tudi za glavno konstrukcijo.

## Od zgodnje arhitekture do leta 1809 (vključno s švedskim kolonialnim obdobjem)

### Prevlada lesene gradnje
Za ljudsko arhitekturo Finske je na splošno značilna prevladujoča uporaba lesene konstrukcije. Najstarejša znana bivalna struktura je tako imenovana kota, goahti, koča ali šotor s prevleko iz blaga, šote, mahu ali lesa. Tip stavbe je ostal v uporabi po vsej Finski do 19. stoletja in je še vedno v uporabi med ljudstvom Sami v regiji Sápmi (prej Laponska). Savna je tudi tradicionalna oblika gradnje na Finskem: najstarejše znane savne na Finskem so bile narejene iz jam, izkopanih v pobočju in so se v zimskem času uporabljale predvsem kot bivališča. Prve finske savne so danes imenovane 'dimne savne'. Te so se od sodobnih savn razlikovale po tem, da niso imele oken in so se ogrevale s segrevanjem kupa kamenja (imenovanega kiuas) s sežiganjem velikih količin lesa približno 6–8 ur, nato pa je bil dim izpuščen skozi loputo, preden si vstopil v toploto savne (imenovane löyly).
Tradicija gradnje z lesom - onkraj koče - je že od prazgodovine razširjena v celotnem severnem borealnem iglastem pasu. Osrednji konstrukcijski dejavnik pri njegovem uspehu je bila tehnika vogalnih povezav, tehnika, pri kateri so hlodi položeni vodoravno zaporedoma in zarezani na koncih, da tvorijo tesno varne spoje. Izvor tehnike je negotov; čeprav so ga uporabljali Rimljani v severni Evropi v prvem stoletju pr. n. št., naj bi bili drugi možni starejši viri območja današnje Rusije, tudi pogost naj bi bil med indoarijskimi ljudstvi vzhodne Evrope, Bližnjega vzhoda, Irana in Indije. Ključnega pomena pri razvoju tehnike 'vogalnega povezave' so bila potrebna orodja, predvsem sekira in ne žaga. Nastali tip stavbe, pravokotni tloris, ki je prvotno obsegal en sam notranji prostor in nizko nagnjeno sedlasto streho, je istega izvora kot megaron, zgodnja grška stanovanjska hiša. Njegova prva uporaba na Finskem je bila morda kot skladišče, kasneje pa kot savna in nato domača hiša. Prvi primeri tehnike so uporabljali okrogle hlode, vendar se je kmalu pojavila bolj razvita oblika, ki je hlode oblikovala s sekiro v kvadratno obliko za zanesljivejše prileganje in boljšo izolacijo. Tesanje s sekiro je veljalo za prednostno glede na žaganje, ker so s sekiro odrezane površine bolje zavirale prodiranje vode.
Po mnenju zgodovinarjev, čeprav so načela lesene gradnje morda prišla na Finsko od drugod, se zdi, da je ena posebna inovacija v leseni gradnji edinstvena za Finsko, tako imenovana cerkev s stebri iz blokov (tukipilarikirkko). Čeprav je bila na videz podobna običajni leseni cerkvi, je novost vključevala gradnjo votlih stebrov iz brun, vgrajenih v zunanje stene, zaradi česar so sami zidovi strukturno nepotrebni. Stebri so znotraj ladje povezani z velikimi tramovi. Običajno sta bila na vsaki vzdolžni steni dva, včasih pa tudi trije stebri. Največja ohranjena stebrasta cerkev je v Torniu (1686). Drugi primeri sta cerkvi Vörå (1627) in Tervola (1687).
V kasnejšem razvoju, zlasti v urbanih okoljih, je bil leseni okvir dodatno prekrit s plastjo lesenih desk. Domnevajo, da so bile lesene hiše šele od 16. stoletja naprej pobarvane v znani rdeči oker ali punamulti, ki je vsebovala do 95 % železovega oksida, pogosto pomešanega s katranom. Tehnika okvirja iz brun, popularizirana po vsej Severni Ameriki, je prišla na Finsko šele v 20. stoletju. Finski gradbeni mojstri so odpotovali v ZDA, da bi videli, kako se je razvila industrializacija tehnike gradnje lesenih okvirjev, in po vrnitvi o tem pozitivno pisali v strokovnih revijah. Nekaj poskusov je bilo narejenih z uporabo lesenega okvirja, vendar sprva ni bil priljubljen. Eden od razlogov je bila slaba podnebna učinkovitost tanke konstrukcije (izboljšana v 1930-ih z dodatkom izolacije): pomembna je bila tudi razmeroma nizka cena lesa in dela na Finskem. Z izbruhom prve svetovne vojne pa se je industrializiran sistem lesene gradnje vse bolj razširil. Tudi sorazmerno nedavni 'uvoz' na Finsko je uporaba lesenih skodel za strehe, ki izvirajo šele iz zgodnjega 19. stoletja. Pred tem je bil tradicionalni sistem tako imenovana streha iz brezovega lubja (finsko malkakatto), sestavljena iz lesene letve, prevlečene z več plastmi brezovega lubja in zaključene s plastjo dolgih lesenih drogov, ki so jih obtežili ponekod ob občasnem balvanu. Tradicionalno je bila celotna stavba nepobarvana. Prevleka skodel s katranom je bila sodobna pridobitev materiala, ki so ga prvič proizvedli v nordijskih državah v železni dobi in je bil glavni izvozni izdelek, zlasti pri tesnjenju lesenih čolnov.
Tradicionalna lesena hiša na Finskem je bila na splošno dveh vrst: (1) Vzhodna Finska, pod vplivom ruske tradicije. Na primer, v hiši Pertinotsa (zdaj v Muzeju na prostem Seurasaari v Helsinkih) so družinske bivalne sobe v zgornjih nadstropjih, medtem ko so hlevi in shrambe za živali v pritličju, nad njimi pa so seniki; (2) Zahodna Finska, pod vplivom švedske tradicije. Na primer, na kmetiji Antti, prvotno iz vasi Säkylä (danes tudi v Seurasaari), je bila kmetija sestavljena iz skupine posameznih lesenih stavb, postavljenih okoli osrednjega dvorišča kmetije. Tradicionalno je bila na taki domačiji prva stavba savna, nato pa prvi ali glavni prostor (tupa) glavne hiše, kjer je družina kuhala, jedla in spala. Poleti so kuhali na prostem, nekateri družinski člani pa so se odločili celo spati v hlevih.
Razvoj lesene gradnje na bolj izpopolnjeno raven pa je nastopil pri gradnji cerkva. Najzgodnejših primerov niso oblikovali arhitekti, temveč gradbeni mojstri, ki so bili tudi odgovorni za njihovo gradnjo. Ena najstarejših znanih lesenih cerkva je Santamala v Nousiainenu (obstoje samo arheološki ostanki), ki izvira iz 12. stoletja in ima preprost pravokoten tloris 11,5 x 15 metrov. Najstarejše ohranjene lesene cerkve na Finskem segajo v 17. stoletje (npr. Stara cerkev Sodankylä, Laponska, 1689); nobena od srednjeveških cerkva ni ohranjena, saj je bila tako kot vse lesene stavbe dovzetna za požar. Dejansko obstaja le še 16 lesenih cerkva iz 17. stoletja – čeprav ni bilo nič nenavadnega, da so leseno cerkev podrli, da bi naredili prostor za večjo kamnito.
Na zasnove lesenih cerkva je očitno vplivala cerkvena arhitektura srednje in južne Evrope ter Rusije s križnimi tlorisi ter značilnostmi in detajli gotike, romanike in renesanse. Najpogosteje pa so ti vplivi prihajali preko Švedske. Razvoj lesene cerkve na Finskem zaznamujejo večja kompleksnost tlorisa, povečana velikost in izpopolnjenost podrobnosti. Stara cerkev Sodankylä (okoli 1689), najbolje ohranjena in najmanj spremenjena lesena cerkev na Finskem, je preprost, nepobarvan pravokoten blok s sedlasto streho, ki meri 13 x 8,5 metra s stenami, ki se dvigajo do 3, 85 metrov in spominja na kmečko stanovanje. Nasprotno ima cerkev Petäjävesi (načrtoval in zgradil gradbeni mojster Jaakko Klemetinpoika Leppänen, 1765) ter dodatna zakristija in zvonik (Erkki Leppänen, 1821) (svetovna dediščina), čeprav na zunanjosti prav tako neposlikana, prefinjen križni tloris z enakomerni kraki, 18 x 18 metrov, s 13 metrov visokim notranjim lesenim obokom. Vzdušje notranjosti cerkve Petäjävesi velja za edinstveno; velika okna, neobičajna za gradnjo iz brun, dajejo mehko svetlobo.
Že v času gradnje cerkve Petäjävesi s svojim križnim tlorisom so na Finskem že obstajali bolj zapleteni tlorisi, v kasnejših letih pa so tlorisi postali še bolj zapleteni. Prvi tako imenovani tloris z dvojnim križem na Finskem je bila verjetno cerkev Ulrike Eleonore v Hamini (1731, požgana 1742), zgrajena pod vodstvom gradbenega mojstra Henrika Schultza. Nato jo je nadomestila nekoliko podobna cerkev, cerkev Elizabete v Hamini (1748–51, uničena 1821), zgrajena pod vodstvom Arvija Junkkarinena. Dvojni križni tloris je zajemal križ s podaljški na notranjih vogalih. To je postalo model za poznejše cerkve, na primer cerkev Mikkeli (1754, uničena 1806) in cerkev Lappee (Juhana Salonen, 1794), pri čemer je slednja vključevala še nadaljnji razvoj, kjer so transepti križnega tlorisa zoženi in celo posneti. vogali, kot jih vidimo na tlorisu cerkve Ruovesi (1776). Zgodovinar Lars Pettersson je predlagal, da je bila Katarinina cerkev (1724) v Stockholmu, ki jo je izdelal francoski arhitekt Jean de la Vallée, model za tloris cerkve Hamina in s tem razvoj, ki je sledil.
V srednjem veku je bilo na Finskem samo 6 mest (Turku, Porvoo, Naantali, Rauma, Ulvila in Viborg), z lesenimi stavbami, ki so organsko rasle okoli kamnite cerkve in/ali gradu. Zgodovinar Henrik Lilius je poudaril, da je finska lesena mesta v povprečju uničil požar vsakih 30–40 let. Nikoli niso bile obnovljene točno tako, kot so obstajale prej, in požarna škoda je ponudila priložnost za ustvarjanje novih urbanih struktur v skladu s kakršnimi koli vladajočimi ideali: na primer popolnoma novi mrežni načrti, ravnanje in širjenje ulic, kode za gradnjo stavb v kamnu ( v praksi pogosto zanemarjena) in uvedba "požarnih prekinitev" v obliki zelenih površin med nepremičninami. Zaradi požarov je večina ohranjenih lesenih mest iz 19. stoletja. Na primer, mesto Oulu je leta 1605 ustanovil Karel IX. Švedski poleg srednjeveškega gradu in je, značilno za svoj čas, organsko raslo. Leta 1651 je Claes Claesson izdelal nov načrt, ki je obsegal pravilno mrežo ulic, njegov predlog je bil orisan na obstoječem "srednjeveškem" položaju, vendar je še vedno ohranil položaj obstoječe cerkve. V naslednjih letih je bilo še več požarov (precej v letih 1822 in 1824) in še strožjih predpisov v novih mestnih načrtih glede širših ulic in požarnih prekinitev. Od 6 finskih srednjeveških mest je le Porvoo ohranil svoj srednjeveški mestni načrt.
- Tornijska cerkev s stebri, 1686
- Stara cerkev Sodankylä, Laponska, c.1689
- Stara cerkev Petäjävesi, "tloris križa", 1765, zvonik 1861
- Notranjost stare cerkve Petäjävesi
- Cerkev Elizabete, Hamina, "načrt z dvojnim križem", 1748–51, uničena 1821
- Cerkev Lappee, 1799
- Cerkev Lappee, "tloris dvojnega križa", 1799
- Stolnica in lesene hiše starega Porvooja
- Torneå (ustanovljeno 1620), kot je prikazano v Dahlberghovi Suecia Antiqua et Hodierna, 1716
- Pogled na stolnico v Turkuju pred velikim požarom leta 1827

### Razvoj kamnite gradnje
Uporaba kamnite gradnje na Finskem je bila sprva omejena na nekaj srednjeveških gradov in cerkva v državi. Gradnja gradov je bila del projekta švedske krone za izgradnjo obrambnih in upravnih središč po vsej Finski. V srednjem veku, od druge polovice 13. stoletja naprej, je bilo zgrajenih šest gradov državnega pomena: Kastelholm v Ålandu, Turku in Raseborg na jugozahodni obali, Viborg na otočku ob jugovzhodni obali ter Häme in Olavinlinna bolj v notranjost. Najsevernejši grad, ki leži še bolj v notranjosti, Kajaani, je iz začetka 17. stoletja. Iz tega poznejšega obdobja sta tudi Kuusisto na istoimenskem otoku in Korsholma na obali. Za zgodnejše dele grajskih gradenj so značilne težke granitne balvanske konstrukcije, v kasnejših obdobjih pa vse bolj prečiščeni detajli. Strateško najpomembnejša gradova sta bila Turku in Viborg. Trem visokosrednjeveškim finskim "grajskim fevdom" so vladali do leta 1360 iz gradov Turku, Hämeenlinna in Viborg. Do začetka 14. stoletja je bil grad Turku eden največjih v severni Evropi z več kot 40 sobami in do sredine 16. stoletja je bil deležen nadaljnjih sprememb, da je vzdržal topovski ogenj. Gradnja gradu Viborg se je začela leta 1293 po ukazu švedskega lorda Torkela Knutssona. Dokumentacija o gradnji Olavinlinne je nenavadno jasna: ustanovil jo je natanko leta 1475 danski vitez Erik Axelsson Tott, ki je delal v službi švedske krone in je bil tudi guverner gradu Viborg; strateški pomen gradu, skupaj z gradom Viborg, je bil zaščita vzhodne meje od Novgorodske republike proti vzhodu. Po Axelssonovem lastnem mnenju je grad zgradilo »16 dobrih tujih zidarskih mojstrov« - nekateri med njimi iz Talina. Grad je zgrajen na otoku v ožini Kyrönsalmi, ki povezuje jezeri Haukivesi in Pihlajavesi; zasnova je temeljila na ideji treh velikih stolpov v liniji, obrnjeni proti severozahodu, in obdajajočega obzidja. Sedanje dobro stanje gradu je posledica temeljite obnove v 1960-ih in 1970-ih. Grad Häme, najstarejši deli iz kamna, ki naj bi izviral iz 1260-ih let, je bil prvotno zgrajen iz lesa, nato ponovno zgrajen iz kamna, nato pa v 14. stoletju radikalno preoblikovan v rdečo opeko, edinstveno za Finsko, z dodatnimi obrambnimi črtami v opeki, dodani onkraj osrednjega bastijona. V 19. stoletju so ga po načrtu arhitekta Carla Ludviga Engela preuredili v zapor.
Srednjeveška kamnita gradbena tradicija na Finskem je ohranjena tudi v 73 kamnitih cerkvah in 9 kamnitih zakristijah, dodanih sicer prvotno lesenim cerkvam. Verjetno najstarejša kamnita cerkev je cerkev sv. Olafa v Jomali na Alandskih otokih, dokončana v letih 1260–1280. Za kamnite cerkve so značilni masivni zidovi in pretežno en sam notranji prostor. Majhni detajli, kot so okna, so bili včasih okrašeni s podrobnostmi iz rdeče opeke, zlasti v zatrepih (npr. stara cerkev Sipoo, 1454). Izjema med cerkvami je bila stolnica v Turkuju; prvotno je bila zgrajena iz lesa v poznem 13. stoletju, vendar je bila v 14. in 15. stoletju precej razširjena, predvsem v kamnu, pa tudi z opeko. Stolnica je bila močno poškodovana med velikim požarom v Turkuju leta 1827 in je bila nato v veliki meri obnovljena iz opeke.
- Grad Turku, 13. stoletje, ogled leta 1934
- Grad Vyborg, 13. stoletje, upodobil Torsten Wilhelm Forstén leta 1840
- Grad Olavinlinna je iz leta 1475
- Grad Häme predstavljen v Suecia Antiqua et Hodierna Erika Dahlbergha, 1660-1716
- Stara cerkev Sipoo (cerkev sv. Sigfrida), 1454
- Cerkev sv. Olafa, Tyrvää, c. 1516

Že sredi 16. stoletja je bil čuden primer uvoza prefinjenih renesančnih arhitekturnih načel na Finsko. Finski vojvoda Ivan (kasneje švedski kralj Ivan III. Švedski) (1537–92) je zgradil prefinjeno renesančno notranjost v sicer srednjeveškem gradu Turku. Vendar pa je v 17. stoletju Švedska postala velika politična sila v Evropi in razširila svoje ozemlje v današnjo Estonijo, Rusijo in Poljsko - in ta ekspanzivnost se je odražala v njeni arhitekturi v naslednjem stoletju. Te arhitekturne ambicije so bile uresničene tudi na Finskem in izrazito pri ustanavljanju novih mest. Štiri nova mesta so bila ustanovljena ob Botniškem zalivu na zahodni obali Finske med vladavino Gustava II. Adolfa: Nystad (Uusikaupunki v finščini) leta 1617 ter Nykarleby (Uusikaarlepyy v finščini), Karleby (Kokkola v finščini) in Torneå (Tornio v finščini) leta 1620. Za vse so značilni strogi mrežni načrti ulic, ki so jih zapolnile enonadstropne lesene stavbe v ljudskem slogu. Še strožji gradbeni in načrtovalski predpisi so prišli z imenovanjem Pera Braheja za generalnega guvernerja Finske leta 1637 (to mesto je opravljal s prekinitvami do leta 1653). Med novimi mesti, ki jih je ustanovil Brahe, so bila Hämeenlinna, Savonlinna, Kajaani, Raahe in Kristinestad ter spremenil položaj Helsinkov.
Velika severna vojna (1700–21) in okupacija Finske s strani Rusije (znana kot Velika jeza, 1713–21) sta privedli do tega, da je Rusija izgubila velika območja švedskega ozemlja, čeprav je Finska sama ostala del Švedske. To je privedlo do ponovnega razmisleka o švedski obrambni politiki, vključno z ustvarjanjem več utrdb na vzhodnem Finskem, predvsem pa ustanovitvijo trdnjavskega mesta Fredrikshamn (Hamina), s prvim načrtom Axela von Löwena leta 1723. Von Löwen je zasnoval baročni osmerokotni tloris »idealnega mesta« po vzoru podobnih mestnih trdnjav v srednji Evropi – in bil po obliki in vzorcu ulic podoben Palmanovi v Italiji. Po tako imenovani Hatovi vojni med Švedsko in Rusijo v letih 1741–43, ki jo je Švedska ponovno izgubila, je bilo veliko območje vzhodne Finske predano Rusiji, vključno Hamina in utrjeni mesti Lappeenranta in Savonlinna. Težišče obrambe države se je nato preusmerilo v majhno provincialno obalno mesto Helsinke. Vendar pa je tudi med rusko vladavino Haminina veličina njene neoklasične arhitekture še naprej rasla; in ko je bilo mesto "vrnjeno" Finski, ko je vsa Finska leta 1809 postala Velika kneževina, se je rafinirana arhitektura nadaljevala naprej, z več stavbami, ki jih je zasnoval Carl Ludvig Engel, zasnovanih v takrat prevladujočem neoklasicističnem slogu.
Helsinke je kot trgovsko mesto ustanovil Gustav I. Švedski leta 1550 kot mesto Helsingfors, ki naj bi bil tekmec hanzeatskemu mestu Reval (danes znanemu kot Talin), neposredno južno od Finskega zaliva. Umestitev se je izkazala za neugodno in mesto je ostalo majhno in nepomembno, pestile pa so ga revščina in bolezni. Lokacija je bila spremenjena leta 1640. Toda tudi z novim mrežnim načrtom je arhitektura mesta ostala skromna, večinoma enonadstropne stavbe. Do razvoja arhitekture v Helsinkih je prišlo po letu 1748 z izgradnjo trdnjave Sveaborg - danes na seznamu svetovne dediščine - (ki jo je prvi načrtoval Augustin Ehrensvärd) na skupini otokov tik ob obali Helsinkov; srce trdnjave je bilo pristanišče, vendar sta bila izrazita baročna arhitektura in angleški krajinski park umeščena znotraj sicer nesimetričnega fortifikacijskega sistema, vsa zgrajena iz kamna in opeke, številna »okna« v klasičnih fasadnih kompozicijah so bile v resnici naslikane. Arhitektura stavb je bila v zadržanem rokokojskem klasicizmu, poimenovanem po vplivnem švedskem arhitektu Carlu Hårlemanu (1700-1753). Hårleman je bil odgovoren za dokončanje kraljeve palače v Stockholmu, ki jo je začel Nicodemus Tessin mlajši, sam pa je bil odgovoren tudi za zasnovo velikega vhoda v trdnjavo Sveaborg, tako imenovanih kraljevih vrat, in morda je imel tudi prispevek pri projektiranju drugih tamkajšnjih ključnih stanovanjskih objektov.
Vrhunec švedske politične ekspanzije je zaznamovala pobuda s krono publikacije Erika Dahlbergha Suecia Antiqua et Hodierna (Starodavna in sodobna Švedska), objavljena 1660–1716, ki vsebuje več kot 400 skrbno pripravljenih gravur, ki ponazarjajo spomenike Kraljevine Švedske. Vendar je le 9 predstavljalo Finsko, mesti Torneå in Viborg ter nekaj gradov, vendar večinoma grbe finskih okrožij, ki so jih prikazovali kot območja divjine ali kot v primeru slike za 'Južna Finska', obrtnik, ki v divjini kleše klasični steber. Do leta 1721 je bilo konec vladavine Švedske kot velike sile in na severu je zdaj prevladovala Rusija. Od vojne utrujeni švedski parlament Riksdag je uveljavil nova pooblastila in zmanjšal krono na ustavnega monarha, oblast pa je imela civilna vlada pod nadzorom Riksdaga, čeprav je Gustav III. Švedski do leta 1772 uvedel absolutno monarhijo, do leta 1788 pa bosta Švedska in Rusija ponovno v vojni, v rusko-švedski vojni (1788–1790). Toda pred vojno se je začela tako imenovana nova 'doba svobode' (1719-1772) in švedsko gospodarstvo je bilo obnovljeno. Napredek v naravoslovju postavlja kulturo v novo perspektivo; izboljšale so se na primer gradbene tehnike, vse pogostejša je bila uporaba kurilne peči na drva in steklenih oken. Tudi načrtovanje utrdb (pogosto v kombinaciji z idejami o urbanističnem načrtovanju in arhitekturnem načrtovanju) je bilo na vrhuncu vojne tehnologije, pri čemer so častniki utrdb potovali v srednjo Evropo, da bi sledili novim precedensom. Od leta 1776 naprej je bilo treba risbe vseh javnih stavb pošiljati v gradbeno odobritev in pregled v Stockholm, uvedeni pa so bili tudi novi statuti za preprečevanje požarov, tako značilnih za lesena mesta. Poskuse doseganja enotnosti v arhitekturi je pospešila uvedba tipskih »modelnih načrtov«. Te je prvič uvedel s preustrojem vojske Karel XI. Švedski že leta 1682, pri čemer naj bi imela vsaka od švedskih dežel ves čas na razpolago 1200 vojakov, dve kmetiji pa naj bi zagotavljali namestitev za enega vojaka. "Vzorčni načrti" za vojaške prostore, ki prikazujejo podrobne fasade in merilo, so bili zasnovani v klasičnem hårlemanskem rokokojskem slogu ali paladijevskem slogu, ti pa so vplivali na ljudsko arhitekturo, na približno enak način kot 'vzorčne risbe'. Palladijeva razprava iz 16. stoletja I quattro libri dell'architettura je vplivala na naslednje generacije po vsej Evropi in v kolonijah. Med najvplivnejšimi 'knjigami vzorcev', ki so vsebovale modelne risbe, so bile tiste, ki jih je sestavil švedski častnik utrdb Carl Wijnblad (1702-1768), objavljene v letih 1755, 1756 in 1766, ki so bile široko razširjene tako na Finskem kot tudi na Švedskem. Posebej pomemben primer je komandantova hiša na 'grajskem dvorišču' v središču trdnjave Sveaborg ob Helsinkih.
V primerjavi s preostalo Evropo so graščine na Finskem izjemno skromne po velikosti in arhitekturni prefinjenosti. Strogo gledano je bila graščina darilo švedskega kralja in je uživala davčne ugodnosti. Kasnejši dvorci so izhajali iz vojaških častniških hiš in dvorcev zasebnih železarn. Najstarejši ohranjeni kamniti dvorci so iz obdobja Vase v 16. stoletju; dobra primera sta graščini Kankainen (ustanovljena leta 1410) in Vuorentaka (pozno leta 1400), obe v bližini Turkuja. Tudi na jugozahodu Finske je graščina Louhisaari, dokončana leta 1655 (neznani arhitekt, čeprav jo je verjetno zasnoval njen gradbenik-lastnik Herman Klasson Fleming), redek primer finske podeželske hiše v paladijevskem slogu. Gradnja graščin na Finskem dviguje ime zgodnjega tujega arhitekta na Finskem; V Prusiji rojeni Christian Friedrich Schröder (1722-1789) je bil po izobrazbi zidar in je delal v Stockholmu, preden se je leta 1756 preselil v Turku in bil leta 1756 imenovan za mestnega arhitekta - kar je vključevalo odgovornost za usposabljanje pomočnikov. Med njegovimi deli v Turkuju je bila obnova stolpa stolnice. Schröder je načrtoval v rokokojskem in francoskem klasicističnem slogu, čeprav v bolj skromnem jeziku, graščine Lapila (1763), Paddais (sredina 1760-ih) , Nuhjala (1764), Ala-Lemu (1767), Teijo (1770) in Fagervik (1773), kot tudi mestna hiša Rauma (1776).
- Dvorec Kankainen, Henrik Klasson Horn (ok. 1550), Augustin Ehrensvärd (ok. 1756), Claes Aminoff (1935)
- Graščina Louhisaari, 1655
- Fredrikshamn (Hamina), načrt mesta trdnjave, Axel von Löwen, 1723
- Grajsko dvorišče, trdnjava Sveaborg, Helsinki, po Carlu Wijnbladu, 1747
- Kraljeva vrata, trdnjava Sveaborg, Helsinki, Carl Hårleman, 1747
- Mestna hiša Rauma, Christian Friedrich Schröder, 1776
- Cerkev Oravais, Jacob Rijf, 1792
- Cerkev Hämeenlinna, Louis Jean Desprez, 1799
- Sulkavska cerkev, Charles Bassi, 1822

## Obdobje velikega vojvodstva, 1809-1917

### Zgodnje obdobje Velikega vojvodstva: neoklasicizem in preporod gotike
Temeljni kamen Finske kot države je bil položen leta 1809 na parlamentu v Porvooju, kjer se je car Aleksander I. Ruski razglasil za ustavnega vladarja novega Velikega vojvodstva Finske in obljubil, da bo ohranil vero in zakone dežele. Ustanovitev prestolnice je bila jasen znak carjeve volje, da novo Veliko vojvodstvo postane delujoča entiteta. 8. aprila 1812 je Aleksander I. razglasil Helsinke za glavno mesto Velikega vojvodstva Finske. Takrat so bili Helsinki le majhno leseno mesto s približno 4000 prebivalci, čeprav z veliko otoško trdnjavo Sveaborg in njeno vojaško garnizijo v bližini. Car je za vodjo odbora za obnovo imenoval vojaškega inženirja Johana Albrechta Ehrenströma, nekdanjega dvorjana švedskega kralja Gustava III., z nalogo, da pripravi načrt za novo kamnito prestolnico. Srce sheme je bil Senatni trg, obdan z neoklasicističnimi stavbami za državo, cerkev in univerzo. Po besedah umetnostne zgodovinarke Riitte Nikule je Ehrenström ustvaril »simbolno srce Velikega vojvodstva Finske, kjer so imele vse glavne institucije točno določeno mesto, ki ga je narekovala njihova funkcija v hierarhiji«.
Pravzaprav je še pred predajo Finske Rusiji leta 1809 prišel neoklasicizem sredi 18. stoletja s francoskim umetnikom in arhitektom Louisom Jeanom Desprezom, ki je bil zaposlen pri švedski državi in je leta 1799 zasnoval cerkev Hämeenlinna. Carlo Bassi je bil še en tujec, v Italiji rojeni arhitekt, prav tako zaposlen pri švedski državi, ki se je ukvarjal predvsem z načrtovanjem cerkva. Bassi se je priselil na Finsko in postal prvi formalno usposobljen arhitekt, ki se je za stalno naselil na Finskem. Leta 1810 je bil Bassi imenovan za prvega vodjo Državnega odbora za gradbeništvo (Rakennushallitus – vladna funkcija, ki je ostala do leta 1995) s sedežem v Turkuju in na tem položaju je ostal do leta 1824. Bassi je ostal na Finskem, potem ko je oblast nad državo prepustila Rusiji. Leta 1824 je njegov uradni položaj vodje državnega odbora za gradbeništvo prevzel še en priseljenski arhitekt, v Nemčiji rojeni Carl Ludvig Engel.
S selitvijo finske prestolnice iz Turkuja v Helsinke je car Aleksander I. Engla imenoval za načrtovanje večjih novih javnih stavb, ki bodo vključene v Ehrenströmov mestni načrt: te so vključevale glavne stavbe okoli Senatnega trga; senatna cerkev, stavbe Helsinške univerze - vključno z Englovo najboljšo notranjostjo, Univerzitetna knjižnica Helsinki (1836–45) - in vladne stavbe. Vse te stavbe je navdihnil slog prestolnice ruskega imperija, Sankt Peterburga, in sicer neoklasicizem - zaradi česar je okolica senatnega trga v Helsinkih nekako podobna Sankt Peterburgu, in dejansko je Ehrenströmov načrt celo prvotno vključeval kanal, ki je posnemal značilnost prejšnje mestne krajine.
Poleg svojega dela v Helsinkih je bil Engel imenovan tudi za 'državnega intendanta', ki je bil odgovoren za načrtovanje in nadzor gradnje velike večine državnih stavb po vsej državi, vključno z desetinami cerkvenih projektov, kot tudi za načrtovanje mestnih načrtov. Med temi deli so bila vojašnica v Helsinkih (1816–38), stara cerkev v Helsinkih (1826), cerkev Lapua (1827), cerkev Kärsämäki (1828), mestna hiša Pori (1831), cerkev Hamina (1843), graščina Wiurila (1845).
Engel je imel pri sebi kopijo arhitekturne razprave Andree Palladia I quattro libri dell'architettura in strokovnjaki so pogosto poudarjali Englovo zadolženost Palladijevi teoriji. Engel pa si je dopisoval tudi s kolegi iz Nemčije in sledil tamkajšnjim trendom. Englovo razmerje s ključnim pruskim arhitektom Karlom Friedrichom Schinklom, ki je bil tri leta starejši od njega in sta oba študirala na Bauakademie v Berlinu, še ni ustrezno preverjeno. Vplivi iz srednje Evrope bi prevzeli tudi bolj formulatičen proces, značilen po standardizacijah oblikovalskih formul v porevolucionarni Franciji, ki jih je izvedel Jean-Nicolas-Louis Durand, na primer z uporabo oblikovalskih mrež.
Za nekatera kasnejša Engelova dela je značilen tudi obrat v srednji Evropi k gotski arhitekturi, s poudarkom na fasadah iz rdeče opeke, značilnih za srednjo Evropo. Nemška cerkev (1864) je značilna za to obdobje, čeprav sta jo zasnovala druga dva potujoča arhitekta, Nemec Harald Julius von Bosse (ki je veliko delal v Sankt Peterburgu) in na Švedskem rojeni Carl Johan von Heideken. Poleg cerkva je neogotski slog prevladoval tudi za stavbe rastočih industrijskih proizvajalcev, vključno z mlinom Verla v občini Jaali (1892) - danes na seznamu svetovne dediščine - ki ga je zasnoval Edward Dippel. Pojav različnih revivalističnih slogov po vsej Evropi - v iskanju novega 'nacionalnega sloga' - je bilo čutiti tudi na Finskem, vendar se bo razcvetel šele s pojavom jugendstila ob koncu stoletja; na Finskem obstaja celo argument za vpliv neoromanike ali Rundbogenstil iz Nemčije, zlasti povezanega s Heinrichom Hübschom. Na primer, nekatere značilnosti Rundbogenstil so bile opažene v cerkvi Kerimäki (1847) - največji leseni cerkvi na svetu - ki jo je zasnoval Adolf Fredrik Granstedt, vendar s precejšnjim prispevkom gradbenih mojstrov za projekt Axel Tolpo in njegov sin Th. J. Tolpo.
- C. L. Engel, Helsinška univerzitetna knjižnica (1845)
- C. L. Engel, Helsinške mornariške vojašnice, (1816–38)
- Adolf Fredrik Granstedt, Cerkev Kerimäki (1847)
- Harald Julius von Bosse in Carl Johan von Heideken, nemška cerkev, Helsinki (1864)
- Edward Dippel, papirnica Verla, Jaala (1893)

Eklektične mešanice neogotske, neoromanske, neoklasicistične in neorenesančne arhitekture so se nadaljevale tudi v začetku 20. stoletja, pri čemer so arhitekti uporabljali različne sloge za različne projekte ali celo združevali elemente v istem delu. Glavna knjižnica Turku Karla Augusta Wredeja, dokončana leta 1903, je bila zasnovana v nizozemskem poznorenesančnem slogu, ki je posnemal plemiško hišo iz leta 1660, ki jo je zasnoval francoski arhitekt Simon De la Vallée. Švedski arhitekt Georg Theodor von Chiewitz je imel dokaj uspešno kariero v svoji domovini, preden je leta 1851 prispel na Finsko, pobegnil  zaporni kazni na Švedskem po bankrotu in si kmalu ustvaril kariero, ko je bil leta 1852 imenovan za okrožnega arhitekta za Turku in Pori. Med njegovimi raznolikimi deli je zasnoval nove baročne mestne načrte za mesta Pori (1852), Mariehamn (Åland) (1859) in Uusikaupunki (1856), romantični krajinski park v angleškem slogu za Seinäjoki (1858), neogotske cerkve za Loviso (1865) in Uusikaupunki (1864), Rundbogenstil-neogotska mestna hiša Lovisa in Hiša plemstva v Helsinkih (1862), neorenesančna Nya Teatern, Helsinki (1853, požgana 1863) kot tudi tovarniške stavbe iz rdeče opeke  v Littoinenu, Turkuju, Forssi in Tampereju ter različne rustikalne vile za zasebne stranke. Podoben eklekticizem je najuspešneje nadaljeval eden od zaposlenih pri Chiewitzu, Theodor Höijer (1843-1910), ki je ustanovil eno komercialno najuspešnejših zasebnih arhitekturnih podjetij v Helsinkih, ki je načrtovalo na desetine stavb večinoma v Helsinkih, šole, knjižnice in več stanovanjskih blokov. Eno njegovih najbolj znanih del, gasilski dom Erottaja v Helsinkih (1891) iz rdeče opeke, velja za mešanico neogotskih in neorenesančnih slogov po vzoru Giottovega zvonika v Firencah in stolpa srednjeveške palače Palazzo Vecchio prav tako v Firencah.
Vendar pa ima vprašanje 'slogovnega preporoda' na Finskem še en pomemben kulturno-politični vidik, prisotnost Ruskega imperija z gradnjo ruskih pravoslavnih cerkva v drugi polovici 19. stoletja - čeprav se to šteje za začetek načrtne politično-kulturne politike rusifikacije Finske, ki ni potekala vse do vladavine carja Nikolaja II., od leta 1899 naprej. Tako kot v ruski prestolnici Sankt Peterburgu, so bile ruske pravoslavne cerkve sprva zasnovane v prevladujočem neoklasicističnem slogu; v drugi polovici 19. stoletja pa sta se pojavili tudi neoruska arhitektura in neobizantinsk arhitektura – del zanimanja za Rusijo kot na Finskem in drugod po Evropi za raziskovanje nacionalizma – z izrazitimi »čebulastimi kupolami«, šotorastimi strehami in bogato dekoracijo. Na Finskem je bilo zgrajenih več takšnih cerkva, velika večina v vzhodni polovici države, z opaznimi primeri v Tampereju, Kuopiu, Viinijärviju in Kouvoli. Zgodnji primer, cerkev Suomenlinna (1854) v trdnjavi ob obali Helsinkov, je zasnoval moskovski arhitekt Konstantin Thon, isti arhitekt, ki je med drugimi ključnimi stavbami zasnoval Cerkev Kristusa Odrešenika, Moskva, Veliko Kremeljsko palačo in Kremeljsko orožarno v Moskvi. Prisotnost pravoslavne cerkve v središču Helsinkov je bila jasna s postavitvijo Cerkve Marijinega vnebovzetja v Helsinkih (1868) na vidnem hribu, ki gleda na mesto; njen arhitekt Aleksej Gornostajev je bil eden od pionirjev neoruske arhitekture, zaslužen za ponovno rojstvo tradicionalne šotorske strešne arhitekture severne Rusije, ki je tudi vidna značilnost omenjne cerkve.
- Karl August Wrede, Glavna knjižnica Turku, 1903
- Georg Theodor von Chiewitz, Nya Teatern, Helsinki (1853)
- Georg Theodor von Chiewitz, Plemska hiša, Helsinki (1862)
- Konstantin Thon, Cerkev Suomenlinna leta 1908 (1854)
- Aleksej Gornostajev, Uspenska katedrala, Helsinki (1868)

To obdobje je zaznamovalo tudi ustanovitev prvih tečajev arhitekture na Finskem, ki so se leta 1879 začeli na Politehničnem inštitutu v Helsinkih, čeprav so bili najprej z nemškimi ali nemško izobraženimi učitelji. Drugi Finci so zaradi študija za različna obdobja odšli v tujino. Pravzaprav je Jacob Rijf (1753-1808) znan kot prvi Finec, ki je študiral arhitekturo na Kraljevi švedski akademiji za umetnost v Stockholmu v letih 1783–84, čeprav je redka zgodnja izjema. Postal je pomemben oblikovalec cerkva po vsej Finski, vključno s cerkvijo Hyrynsalmi (1786) in cerkvijo Oravais (1797). Sto let kasneje je bil tudi še precej redek; npr. pomemben arhitekt preporoda Karl August Wrede je študiral arhitekturo v Dresdnu, Theodor Höijer pa na Kraljevi švedski akademiji umetnosti v Stockholmu. Tudi Gustaf Nyström je v letih 1878–79 na Dunaju študiral tako arhitekturo kot urbanizem. Njegove stavbe so značilne za eklektizem tistega časa, oblikovane so tako v gotskem slogu kot v tako imenovanem neorenesančnem slogu klasicizma, z močnimi okraski in veliko uporabo barv v notranjosti, občasno pa tudi na fasadah, kot npr. s svojo Stanovsko hišo, Helsinki (1891). Polkrožna Rotonda (1902–07), načrt Gustafa Nyströma za prizidek C.L. Engelovi neoklasicistični Helsinški univerzitetni knjižnici (1845) kaže tako navzven slogovno kontinuiteto z izvirnikom - čeprav pilastri nimajo klasičnih kapitelov, ampak reliefe, ki jih je izdelal kipar Walter Runeberg, ki poosebljajo znanost -, hkrati pa uporablja sodobne tehnike v secesijski notranjosti: polkrožni 6-nadstropni prizidek obsega velik svetlobni vodnjak, obdan z radialno postavljenimi knjižnimi policami. Zaradi tedanjih strogih požarnovarnostnih zahtev ima prizidek ogrodje iz jekla in armiranega betona, z armiranobetonskimi stopnicami, železno konstrukcijo, ki nosi veliko zastekljeno streho, in kovinska okna. Po diplomi na Politehničnem inštitutu je Usko Nyström (brez sorodstva) nadaljeval študij na École des Beaux-Arts v Parizu v letih 1890–91; po vrnitvi na Finsko je sprva zasnoval (od leta 1895 do 1908 v partnerstvu Usko Nyström-Petrelius-Penttilä) neorenesančno arhitekturo - zlasti na podlagi rastočega področja gradbenih špekulacij v stanovanjskih stavbah srednjega razreda v Helsinkih - hkrati pa je razvil tudi bolj jugendstilski slog, ki ga je navdihnila nacionalna romantika, politično pa neodvisno gibanje Fennoman. Glavno delo Uska Nyströma, Grand Hôtel Cascade, Imatra (1903) (danes Imatran Valtionhotelli), je ključna stavba v slogu Jugendstil; »hotel divjine«, zgrajen ob impresivnih brzicah Imatra (največjih na Finskem), je bil namenjen predvsem premožnim turistom iz ruske carske prestolnice Sankt Peterburg, medtem ko se je njegov arhitekturni slog zgledoval po finski nacionalni romantiki, hkrati pa se je zgledoval po njej delno iz srednjeveških in neorenesančnih francoskih dvorcev, ki jih je Usko Nyström videl med svojim bivanjem v Franciji.
- Gustaf Nyström, Stanovska hiša, Helsinki (1891)
- Gustaf Nyström, Rotonda, Helsinška univerzitetna knjižnica (1906)
- Theodor Höijer, gasilska postaja Erottaja, Helsinki (1891)
- Grand Hôtel Cascade, Imatra (1903) (danes Imatran Valtionhotelli) Usko Nyström, 1903

## Pozno obdobje Velikega vojvodstva: Jugend
Ob koncu 19. stoletja je Finska še naprej uživala večjo neodvisnost pod Rusijo kot veliko vojvodstvo; vendar se bo to spremenilo s prihodom na oblast carja Nikolaja II. leta 1894, ki je uvedel večji proces 'rusifikacije'. Odziv na to med meščanskimi razredi je bil očiten tudi v umetnosti, na primer v glasbi Jeana Sibeliusa in umetnika Akselija Gallén-Kallele - pa tudi v arhitekturi. Klub finskih arhitektov je bil ustanovljen leta 1892 v okviru Švedsko govorečega inženirskega društva (Tekniska Föreningen). Prvotno ohlapen forum za sodelovanje in razpravo, saj je njegova prostovoljna osnova pomenila, da je deloval neformalno v kavarnah in restavracijah. Na ta način je bil podoben številnim klubom pisateljev ali umetnikov tistega časa in je na splošno gojil kolegialni duh neke solidarnosti. Hitro je pripomogel k uveljavitvi arhitekta kot umetnika, odgovornega za estetske odločitve. Leta 1903 je klub kot dodatek k inženirski publikaciji izdal prvo številko Arkitekten ('Arhitekt' v švedščini, prevladujočem jeziku, ki se je takrat še vedno uporabljal med poklicnimi razredi in zagotovo arhitekti).
Leta 1889 je umetnik Albert Edelfelt upodobil narodno prebujanje na plakatu, ki prikazuje gospo Paris, ki sprejema Finsko, dekle, ki se vzpenja z modelom cerkve svetega Nikolaja (kasneje Helsinške stolnice) na klobuku; vsi paketi v čolnu so označeni z EU (tj. Exposition Universelle). Izrazit simbolni pomen je leta 1900 Finska dobila svoj paviljon na pariški svetovni razstavi Expo, ki so ga oblikovali mladi arhitekti Herman Gesellius, Armas Lindgren in Eliel Saarinen v tako imenovanem slogu Jugendstil (ali Art nouveau), takrat priljubljenem v Srednji Evropi. Evropski tisk in kritiki so finski paviljon dobro sprejeli, čeprav so stavbo običajno tesno povezovali s finskimi kulturno-političnimi razmerami. Na primer, nemški umetnostni zgodovinar in kritik Julius Meier-Graefe je o paviljonu zapisal: »Z obrobja ... bi radi omenili izjemno učinkovit finski paviljon, s svojo izjemno preprosto in moderno zasnovo ... značaj država in ljudje ter močna pogojenost njenih umetnikov za dekorativno se v stavbi odražajo na najbolj prijeten način.«
Za slog Jugendstil na Finskem so značilne tekoče linije in vključevanje nacionalistično-mitoloških simbolov - zlasti tistih iz nacionalnega epa Kalevala - večinoma vzetih iz narave in celo srednjeveške arhitekture, pa tudi sodobnih virov drugod po Evropi in celo ZDA (npr. H.H. Richardson in slog skodle). Pomembnejše stavbe tega sloga narodne romantike so bile zgrajene iz kamna, vendar je odkritje nahajališč milnika na Finskem, metamorfne kamnine, ki jo je lahko izklesati, premagalo težave pri uporabi samo trdega granita; primer tega je fasada zavarovalniške stavbe Pohjola v Helsinkih (1901), ki so jo ustvarili Gesellius, Lindgren in Saarinen. Slog Jugendstil se je na Finskem povezal z bojem za nacionalno neodvisnost. Pomembnost nacionalizma je postala očitna tudi pri dejanskem raziskovanju finskih ljudskih stavb: vsi takratni študentje arhitekture - na takrat edini finski šoli za arhitekturo v Helsinkih - so se seznanili s finsko stavbno dediščino tako, da so jo merili in risali. Od leta 1910 dalje so poleg velikih srednjeveških gradov in cerkva raziskovali tudi lesene cerkve iz 17. in 18. stoletja ter neoklasicistična lesena mesta – praksa, ki se v finskih šolah arhitekture nadaljuje še danes. Slog Jugendstil so uporabljali Gesellius, Lindgren in Saarinen v ključnih državnih stavbah, kot sta Narodni muzej in železniška postaja v Helsinkih. Druga arhitekta, ki sta uporabljala isti slog, sta bila Lars Sonck in Wivi Lönn, ena prvih ženskih arhitektk na Finskem.
- Finski paviljon na Paris Expo 1900
- Zavarovalniška stavba Pohjola, Helsinki, Gesellius, Lindgren in Saarinen, 1901
- Stolnica v Tampereju, Lars Sonck, 1902-1907
- Narodni muzej Finske, Helsinki, Gesellius, Lindgren in Saarinen, 1916

Tudi na vrhuncu sloga Jugendstil so bili nasprotniki, ki so kritizirali ustaljene okuse in mitološke pristope, s katerimi se je Jugendstil institucionaliziral. Najbolj znana nasprotnika sta bila arhitekta-kritika Sigurd Frosterus in Gustaf Strengel. Frosterus je leta 1903 kratek čas delal v biroju belgijsko rojenega arhitekta Henryja van de Veldeja v Weimarju, istočasno pa je Strengel delal v Londonu v biroju arhitekta Charlesa Harrisona Townsenda. Njihovo kritiko so delno navdihnili rezultati natečaja leta 1904 za načrtovanje železniške postaje v Helsinkih, na katerem je zmagal Eliel Saarinen. V poročilu žirije je bila arhitektura Frosterusovega vnosa opisana kot 'uvožena'. Istega leta se je Frosterus prijavil na natečaj za železniško postajo Viborg, na katerem je ponovno zmagal Saarinen. Frosterus je bil strogi racionalist, ki je hotel razviti arhitekturo v smeri znanstvenih idealov, namesto zgodovinskega pristopa Jugendstila. Po Frosterusovih lastnih besedah: »Želimo železni in pameten slog za železniške postaje in razstavne stavbe; želimo železen in pameten slog za trgovine, gledališča in koncertne dvorane«. Po njegovem mnenju je moral arhitekt analizirati  naloge konstrukcije, da lahko logično utemelji svoje rešitve, pri čemer mora izkoristiti možnosti najnovejše tehnologije. Poseben izziv njegovega časa je bil železobeton. Frosterus je menil, da bi morale biti stavbe moderne metropole »konstruktivistične« v poštenem izražanju svojega namena in tehnologije. Zasnoval je številne zasebne rezidence, vendar je leta 1916 dosegel velik preboj, ko je prejel drugo nagrado na natečaju za veleblagovnico Stockmann v središču Helsinkov. Sčasoma so mu naročili, da realizira stavbo, ki je bila dokončana po osamosvojitvi Finske leta 1930. Bilo bi zavajajoče, če bi slog Jugendstil popolnoma nasprotoval klasicizmu; Frosterusova lastna dela so združevala elemente obeh. Drugi ključni primer je pokopališka kapela Kalevakangas v Tampereju, ki sta jo zasnovala Wäinö Palmqvist in Einar Sjöström; sta zmagala na arhitekturnem natečaju za projekt leta 1911 in je bil dokončan leta 1913. Medtem ko je vseboval veliko dekorativnih elementov, poznanih iz Jugendstila, je splošna oblika izposojena od ključnega klasičnega modela, Panteona v Rimu.
Druga točka razprave v tistem času je bila prednost urbanizma. Tudi tukaj so bili pomembni nasprotujoči si pogledi iz tujine, in sicer slikovite teorije urbanizma, ki jih je predlagal dunajski urbanist Camillo Sitte, kot jih je predstavil v svoji vplivni knjigi Načrtovanje mesta po umetniških načelih (1889), in nasprotujoča si klasično-racionalna urbanistična točka pogleda, ki ga je na Dunaju prav tako predlagal Otto Wagner, na katerega je močno vplival pariški model - pod vodstvom barona Haussmanna od 1858 do 1870 - vožnje po širokih bulvarjih skozi staro labirintsko mesto z namenom posodobitve prometa in ravnanja z odpadki ter omogočanje večjega socialnega nadzora prebivalstva. Ta razprava je dosegla vrh na Finskem na prvem urbanističnem natečaju v letih 1898-1900 za okrožje Töölö v Helsinkih. Trije predlogi so bili umaknjeni za prepoznavanje; prvo nagrado Gustaf Nyström (skupaj z inženirjem Hermanom Norrménom), drugo nagrado Lars Sonck, tretjo nagrado pa skupni prispevek Soncka, Bertila Junga in Valterja Thoméja. Nyströmova shema je predstavljala klasicizem s širokimi glavnimi ulicami in mogočnimi javnimi stavbami, razporejenimi v simetrične osne kompozicije, drugi dve pa v sittesknem slogu, z ulično mrežo, prilagojeno skalnatemu terenu in s slikovitimi kompozicijami. Fantastična skica, ki spremlja Sonckov natečajni prispevek, nakazuje podobe, h katerim si je prizadeval po navdihu svojih potovanj po Nemčiji. Zgodovinar Pekka Korvenmaa poudarja, da je bila vodilna tema ustvarjanje vzdušja srednjeveških mestnih okolij – Sonck pa je kasneje leta 1904 zasnoval podoben predlog za preureditev neposredne okolice cerkve sv. Mihaela v Helsinkih s številnimi 'fantastičnimi' stolpastimi stavbami. V tekmovanju Töölö, ki ni bil odločen, kaj naj sprejme, je mestni svet nagrajence pozval, naj predložijo nove predloge. Ko je to privedlo do nadaljnjega zastoja, sta bila Nyström in Sonck pooblaščena, da skupaj delata na končnem načrtu, ki združuje Nyströmovo prostorno ulično mrežo in elemente Sonckovih podrobnosti Sittesque. Končni načrt (1916) pod vodstvom Junga je poenotil shemo, medtem ko je arhitektura značilna za slog nordijskega klasicizma. Tipična ulica v načrtu je ulica Museokatu z visokimi linijami stavb v klasicističnem slogu vzdolž ukrivljene ulične linije. Še širši (24 metrov) nov drevored je bil bulvar Helsinginkatu, speljan skozi delavsko okrožje Kallio, ki ga je leta 1887 prvič začrtal Sonck, vendar z nadaljnjim prispevkom Nyströma in dokončan okrog leta 1923.
Še bolj ambiciozna kot mestni načrt za Töölö sta bila dva načrta Eliela Saarinena tudi za Helsinke, načrt Munkkiniemi-Haaga iz let 1910–15 in načrt Pro-Helsingfors iz leta 1918. Prvi je bil za razvoj mesta 170.000, kar je bilo enako celotnemu prebivalstvu osrednjih Helsinkov v tistem času. Shema je bila enako navdihnjena s pariško aksialnostjo Haussmana, intimnimi stanovanjskimi trgi Raymonda Unwina v angleških vrtnih mestih in velikimi stanovanjskimi bloki Otta Wagnerja na Dunaju. Dokončani so bili le majhni delci sheme. Kasnejša shema, ki je izhajala iz zasebnih zemljiških špekulacij in ne iz javnega načrtovanja, je vključevala širitev osrednjih Helsinkov - kar je vključevalo celo zasipanje zaliva Töölö v središču mesta - kot tudi načrtovanje manjših satelitskih skupnosti - kar je Saarinen poimenoval 'organska decentralizacija', ki se ponovno zgleduje po principu britanskega vrtnega mesta - okoli roba mesta. Noben vidik slednje sheme ni bil nikoli realiziran.
Velik arhitekturno-zgodovinski dogodek je bila emigracija Eliela Saarinena v Združene države leta 1923, potem ko je leta 1922 prejel drugo nagrado na tekmovanju Chicago Tribune Tower. Ko se je preselil v ZDA, je Saarinen zasnoval kampus za Cranbrook Academy of Art. (1928) v njegovem istem arhitekturnem slogu, medtem ko so arhitekti na Finskem veliko hitreje prešli v modernizem.
- Veleblagovnica Stockmann, Helsinki, Sigurd Frosterus, 1916-30
- Pokopališka kapela Kalevakangas, Tampere, Wäinö Palmqvist in Einar Sjöström, 1913
- Lars Sonck, urbanizem 1920-30, Museokatu, Töölö, Helsinki
- Oiva Kallio, načrt mesta Helsinki, 1920
- Nezgrajeni Chicago Tribune Tower Eliela Saarinena, 1922

## Po osamosvojitvi, 1917-

### Nordijski klasicizem in mednarodni funkcionalizem
Z osamosvojitvijo Finske leta 1917 je prišlo do odmika od sloga Jugendstil, ki se je povezal z meščansko kulturo, pa tudi od težjega neorenesančnega sloga. Po drugi strani je prišlo do kratke vrnitve k lahkotnejšemu klasicizmu, tako imenovanem nordijski klasicizem, na katerega so do neke mere vplivala študijska potovanja arhitektov v Italijo, pa tudi ključni primeri iz Švedske, zlasti arhitektura Gunnarja Asplunda. Pomembni finski arhitekti iz tega obdobja so J. S. Sirén in Gunnar Taucher, pa tudi zgodnja dela Alvarja Aalta, Erika Bryggmana, Marttija Välikangasa, Hildinga Ekelunda in Paulija E. Blomstedta. Najpomembnejša obsežna stavba iz tega obdobja je bila stavba Finskega parlamenta (1931) Sirén. Druge ključne stavbe, zgrajene v tem slogu, so bili Center za izobraževanje odraslih v finskem jeziku v Helsinkih (1927) Taucherja (s ključno pomočjo P.E. Blomstedta), Viborški umetnostni muzej in šola risanja (1930) Una Ullberga, Umetnostna galerija Taidehalli, Helsinki (1928) in cerkev Töölö, Helsinki (1930) Hilding Ekelund, in več stavb Alvarja Aalta, zlasti Delavski klub, Jyväskylä (1925), kmetijska stavba jugozahodne Finske, Turku (1928), cerkev Muuramäki ( 1929) in zgodnja različica Viborške knjižnice (1927–1935), preden je Aalto močno spremenil svojo zasnovo v skladu z nastajajočim funkcionalističnim slogom.
Poleg teh javnih stavb, zasnovanih v slogu nordijskega klasicizma, je bil ta isti slog uporabljen tudi v lesenih delavskih stanovanjih, najbolj znanih v okrožju Puu-Käpylä (Lesen Käpylä) v Helsinkih (1920–1925) Marttija Välikangasa. Približno 165 hiš Puu-Käpylä, oblikovanih po vzoru kmečkih hiš, je bilo zgrajenih iz tradicionalne kvadratne konstrukcije iz hlodov, oblečenih v navpične deske, vendar je bila tehnika gradnje racionalizirana s 'tovarno' na kraju samem s tehniko delnih gradbenih elementov. Načelo standardizacije za stanovanja se je v tem času na splošno uveljavilo. Leta 1922 je Državni odbor za socialno skrbstvo (Sosiaalihallitus) arhitektu Eliasu Paalanenu naročil načrtovanje različnih možnosti kmečkih hiš, ki so bile nato objavljene kot brošura, Pienasuntojen tyyppipiirustuksia (Standardni načrti za majhne hiše), ki je bila večkrat ponovno objavljena. Leta 1934 so Paalanenu naročili, da oblikuje enakovredno urbano tipsko hišo, in predstavil je dvanajst različnih možnosti. Tudi Alvar Aalto se je od leta 1936 ukvarjal s standardnimi majhnimi hišami, projektiranjem za podjetje z lesom in lesnimi izdelki Ahlström s tremi vrstami tako imenovanega sistema AA: 40 m² (tip A), 50 m² (tip B) in 60 m² (Tip C). Čeprav temelji na tradicionalnih kmečkih hišah, obstajajo tudi jasni slogovni elementi iz nordijskega klasicizma, pa tudi modernizma. Vendar pa je bil s posledicami druge svetovne vojne standardni sistem za načrtovanje hiš še močnejši, s pojavom tako imenovane hiše Rintamamiestalo (dobesedno: hiša vojakov na fronti). Te so bile zgrajene po vsej državi; posebej dobro ohranjen primer je okrožje Karjasilta v Ouluju. Toda ta isti tip hiše je prevzel tudi drugačno vlogo po drugi svetovni vojni kot del finske vojne odškodnine Sovjetski zvezi; med 'blagom', dobavljenim s Finske v Sovjetsko zvezo, je bilo več kot 500 lesenih hiš, ki so temeljile na standardni hiši Rintamamiestalo, dobave so potekale med letoma 1944 in 1948. Številne od teh hiš so bile na koncu izvožene iz Sovjetske zveze v različne kraje na Poljskem, kjer so nastale majhne 'finske vasi'; na primer okrožje Szombierki v Bytomu, pa tudi v Katowicah in Sosnowiecu.
- Puu-Käpylä delavsko stanovanjsko območje Helsinki, 1920–1925
- Delavski klub, Jyväskylä, Alvar in Aino Aalto, 1925
- Umetnostna galerija Taidehalli, Hilding Ekelund in Jarl Eklund, 1928
- Cerkev Töölö, Helsinki, Hilding Ekelund, 1930
- Zgradba banke Liittopankki, Helsinki, Pauli E. Blomstedt, 1929
- Stavba Finskega parlamenta, J.S. Sirén, 1931
- Hiše Rintamamiestalo (vojnih veteranov), Karjasilta, Oulu, leta 1950
- "Finske hiše" v Sosnowiecu na Poljskem, pozna 1940

Razen stanovanjske zasnove obdobje nordijskega klasicizma velja za dokaj kratko, prekaša ga bolj "kontinentalni" slog – zlasti v bankah in drugih poslovnih stavbah – ki sta ga tipizirala Frosterus in Pauli E. Blomstedt (npr. stavba banke Liittopankki, Helsinki, 1929). V resnici pa je nastala sinteza elementov različnih stilov. Kljub temu je v poznih 1920-ih in zgodnjih 1930-ih že prišlo do pomembnega premika proti funkcionalizmu, ki ga je najbolj navdihnil francosko-švicarski arhitekt Le Corbusier, pa tudi iz primerov, ki so nam bližje, spet Švedska, kot je Stockholmska razstava (1930) Asplund in Sigurd Lewerentz.
Blomstedt sam je prezgodaj umrl leta 1935, star 35 let. Pomembno sredstvo za razvoj modernizma na Finskem je bil njegov sodobnik Alvar Aalto, ki je bil Asplundov prijatelj, pa tudi ključni švedski arhitekt Sven Markelius. Slednji je povabil Aalta, da se pridruži Congrès International d'Architecture Moderne (CIAM), ki naj bi ga vodil Le Corbusier. Aaltov ugled kot pomemben prispevek k modernizmu je potrdil njegovo sodelovanje pri CIAM in vključitev njegovih del v pomembne arhitekturne revije po vsem svetu ter pomembne zgodovine arhitekture, zlasti v drugi izdaji (1949) Space, Time and Architecture avtorja generalnega sekretarja CIAM, Sigfrieda Giediona. Aaltove pomembne stavbe iz zgodnjega obdobja modernizma, ki so v bistvu ustrezale teoretičnim načelom in arhitekturni estetiki Le Corbusierja in drugih modernističnih arhitektov, kot je Walter Gropius, vključujejo časopisne pisarne Turku Sanomat, Turku, sanatorij za tuberkulozo Paimio (1932) (del vsedržavna kampanja za gradnjo sanatorija za tuberkulozo) in knjižnica Viipuri (1927–35). Osrednjega pomena za funkcionalizem je bilo posvečanje velike pozornosti uporabi stavbe.
Še en ključni finski modernistični arhitekt iz tistega obdobja, ki je prav tako šel skozi nordijski klasicizem in je bil kratek čas v partnerstvu z Aaltom – skupaj sta sodelovala pri načrtovanju sejma v Turkuju leta 1929 – je bil Erik Bryggman, glavno med njegovimi lastnimi deli je bila Kapela vstajenja (1941) v Turkuju. Vendar pa je za Giediona pomembnost Aalta vodila pri njegovem odmiku od visokega modernizma k organski arhitekturi – in kot je videl Giedion, je bil impulz za to v naravnih formacijah Finske. Čeprav naj bi bili ti "organski elementi" vidni že v teh prvih projektih, so postali bolj očitni v Aaltovem mojstrovinskem načrtu hiše Villa Mairea (1937–1939) v Noormarkkuju – zasnovanem za industrialca Harryja Gullichsena in njegovo ženo industrialca Maire Gullichsen – zasnova, za katero se zdi, da je črpala navdih iz Fallingwater Franka Lloyda Wrighta (1936–1939) v Pensilvaniji, ZDA. Čeprav je Aalto celo pri načrtovanju luksuzne vile trdil, da meni, da bi vila Mairea zagotovila raziskave za gradnjo standardizacije za socialna stanovanja.
Premik ali prehod iz nordijskega klasicizma v funkcionalizem naj bi bil včasih nenaden in revolucionaren, kot pri Aaltovih časopisnih pisarnah Turku Sanomat in sanatoriju Paimio, ki uporablja tako izrazite modernistične značilnosti, kot je uporaba armiranobetonske konstrukcije, oken iz jeklenih trakov in ravnih streh. Premik v Aaltovem oblikovalskem pristopu od klasicizma k modernizmu pooseblja knjižnica Viipuri (1927–35), ki je šla skozi preobrazbo iz prvotno klasičnega natečajnega predloga (1927) v dokončano visokomodernistično stavbo po zamudah pri projektu, a še vedno ohranja številne ideale prvotne zamisli. Sledi nordijskega klasicizma bi se seveda še naprej sintetizirale s funkcionalizmom in bolj samosvojim individualnim slogom, dobro znan primer je zrelo delo Erika Bryggmana, Kapela vstajenja v Turkuju, ki izvira iz leta 1941. Pravzaprav je v veliki študiji finske arhitekture v tem obdobju, čeprav s posebnim poudarkom na Aaltu, grški zgodovinar-teoretik Demetri Porphyrios v Virih sodobnega eklekticizma (1983) trdi, da "organsko" urejanje Aaltovih zrelih del uporablja isto "heterotopično" urejanje – tj. jukstapozicija nasprotnih elementov – to je razvidno iz arhitekture nordijske narodne romantike s konca 19. in začetka 20. stoletja; na primer dela Eliela Saarinena.
- Knjižnica Viipuri, Alvar Aalto, 1927–1935
- Sanatorij Paimio, Alvar Aalto, 1932
- Sanatorij Paimio, stropna svetilka v sobi za bolnike, Alvar Aalto
- Alvar Aalto, Villa Mairea, Noormarkku, 1938–1939
- Kapela vstajenja, Turku, Erik Bryggman, 1941